# Monster (album de Kiss)
Pour les articles homonymes, voir Monster.
Albums de Kiss
Sonic Boom
(2009)
Singles
1. Hell or Hallelujah
Sortie : 2 juillet 2012
2. Long Way Down
Sortie : 23 octobre 2012

Monster est le 20e album studio du groupe américain Kiss sorti le 9 octobre 2012. Le titre de l'album fut dévoilé le 21 août 2011 via le site Kissonline.com.

## Production
Lors d'une interview promouvant le jeu Guitar Hero 6: Warriors of Rock, Gene Simmons déclara que le groupe pourrait enregistrer la suite de l'album Sonic Boom.
Le 10 mars, Simmons déclara dans une interview à la radio pour Heavy Metal Thunder que le groupe entrera en studio pour 3 semaines et qu'ils ont entre 20 et 25 titres prêts à enregistrer. Lors d'une répétition d'Eric Singer Project, le batteur Eric Singer répond aux questions des fans et affirme que le groupe entrera en studio le 4 avril.
Selon Paul Stanley, la pochette de l'album serait similaire à celle de l'album Destroyer réalisée par Ken Kelly, mais peint par un autre artiste. Stanley déclara lors d'une interview par le magazine britannique Classic Rock en compagnie de Gene Simmons que l'album comportera 10 chansons en plus des titres bonus. Le guitariste Tommy Thayer affirma que le groupe voulut que cet album soit enregistré avec un son un peu plus heavy que Sonic Boom. De même, Simmons compara Monster à une combinaison d'anciens albums du groupe: Destroyers (1976), Revenge (1992) et Sonic Boom (2009).
Le groupe choisira d'enregistrer l'album de façon analogique plutôt que numérique. Simmons déclara à ce sujet:

« La technologie est une séduisante salope, elle saura vous séduire. Vous appuyez sur ce bouton, vous n'avez pas à faire quoi que ce soit. Mais l'analogique est l'amour de votre vie. Vous pouvez appuyer très fort et il le restitue. Pour le nouvel album, le processus d'enregistrement réel était une bande de 24 pistes et une vieille table de mixage trident. Et autant de tubes que possible. Vous avez besoin des tubes, l'électricité et le bois épais pour faire ce son épais. »

Le 2 mai 2011, Simmons est invité à la radio "Elliot in the Morning" et annonce que le groupe a déjà enregistré près de cinq chansons et que l'album sonne entre Destroyer et Revenge. L'album devait contenir à l'origine une dizaine de chansons. Mais Simmons révélera aux American Music Awards 2011 que le groupe avait enregistré 15 titre pour en retenir finalement treize.
Le 22 mars 2012, Stanley déclara sur la radio VH1 de Dave Basner:

«  Monster est vraiment le point culminant de tout ce que le groupe a été dans le passé et où nous allons. Quand nous avons fait Sonic Boom, c'était une tâche importante pour nous parce que nous nous disions, "Comment pouvons-nous définir qui nous sommes aujourd'hui sans perdre ce que nous avons été ?"
Donc, c'était un vrai défi pour nous, mais une fois que nous avons compris que, sous la ceinture, nous voulions revenir en arrière et Monster est loin, loin au-delà de tout ce que nous avons fait en termes de Sonic Boom, pourtant c'est juste là-haut avec certains des meilleurs trucs que nous avons fait. C'est KISS. »

Le 3 juillet 2012, après plusieurs retards de sortie, Kiss confirme via Kissonline.com que Monster sortira le 15 octobre dans le monde entier (et le 16 octobre en Amérique du Nord). Le premier single de Monster est Hell or Hallelujah. Il sort le 2 juillet 2012 dans le monde sauf en Amérique du Nord où le titre sort un jour plus tard. La couverture de l'album est révélée le 31 juillet et la liste des titres le 1er août.

## Liste des titres
| No  | Titre                              | Auteur                                                | Durée |
| --- | ---------------------------------- | ----------------------------------------------------- | ----- |
| 1.  | Hell or Hallelujah                 | Paul Stanley                                          | 4:06  |
| 2.  | Wall of Sound                      | Paul Stanley, Tommy Thayer, Gene Simmons              | 2:56  |
| 3.  | Freak                              | Paul Stanley, Tommy Thayer                            | 3:36  |
| 4.  | Back to the Stone Age              | Paul Stanley, Tommy Thayer, Gene Simmons, Eric Singer | 3:02  |
| 5.  | Shout Mercy                        | Paul Stanley, Tommy Thayer                            | 4:05  |
| 6.  | Long Way Down                      | Paul Stanley, Tommy Thayer                            | 3:51  |
| 7.  | Eat Your Heart Out                 | Gene Simmons                                          | 4:07  |
| 8.  | The Devil Is Me                    | Paul Stanley, Tommy Thayer, Gene Simmons              | 3:41  |
| 9.  | Outta this World                   | Tommy Thayer                                          | 4:29  |
| 10. | All for the love of rock n' roll   | Paul Stanley                                          | 3:22  |
| 11. | Take Me Down Below                 | Paul Stanley, Tommy Thayer, Gene Simmons              | 3:25  |
| 12. | Last Chance                        | Paul Stanley, Tommy Thayer, Gene Simmons              | 3:06  |
| 13. | Right Here Right Now (titre bonus) | Paul Stanley                                          | 3:58  |

## Composition du groupe
- Paul Stanley – guitare rythmique, chants (pistes 1, 3, 5, 6, 11, 12, 13)
- Gene Simmons – basse, chants (pistes 2, 4, 7, 8, 11)
- Tommy Thayer – guitare solo, chants (piste 9)
- Eric Singer – batterie, chants (piste 10)

## Charts
| Pays          | Chart                 | Meilleure position | Nombre de semaines | Réf    |
| ------------- | --------------------- | ------------------ | ------------------ | ------ |
| Allemagne     | Media Control Charts  | 6                  | 1                  | [ 11 ] |
| Australie     | ARIA Charts           | 7                  | 2                  | [ 12 ] |
| Autriche      | Ö3 Austria Top 40     | 6                  | 2                  | [ 13 ] |
| Belgique (NL) | Ultratop              | 37                 | 3                  | [ 14 ] |
| Belgique (FR) | Ultratop              | 36                 | 3                  | [ 15 ] |
| Canada        | Canadian Albums Chart | 14                 | 2                  | [ 16 ] |
| Danemark      | Tracklisten           | 10                 | 2                  | [ 17 ] |
| Espagne       | PROMUSICAE            | 11                 | 2                  | [ 18 ] |
| États-Unis    | Billboard 200         | 14                 | 2                  | [ 16 ] |
| Finlande      | Mitä hittiä           | 8                  | 2                  | [ 19 ] |
| France        | SNEP                  | 26                 | 1                  | [ 20 ] |
| Italie        | FIMI                  | 19                 | 1                  | [ 21 ] |
| Japon         | Oricon                | 9                  | 2                  | [ 22 ] |
| Norvège       | VG-lista              | 2                  | 2                  | [ 23 ] |
| Pays-Bas      | Dutch Top 40          | 17                 | 4                  | [ 24 ] |
| Royaume-Uni   | UK Albums Chart       | 21                 | 2                  | [ 25 ] |
| Suède         | Sverigetopplistan     | 4                  | 3                  | [ 26 ] |
| Suisse        | Swiss Music Charts    | 8                  | 2                  | [ 27 ] |